# Ličin Dol
Ličin Dol je naselje u gradu Leskovcu, Jablanički upravni okrug, Srbija. Prema popisu iz 2022. godine u Ličinom Dolu je živjelo 57 stanovnika.